# 東方紅轎車

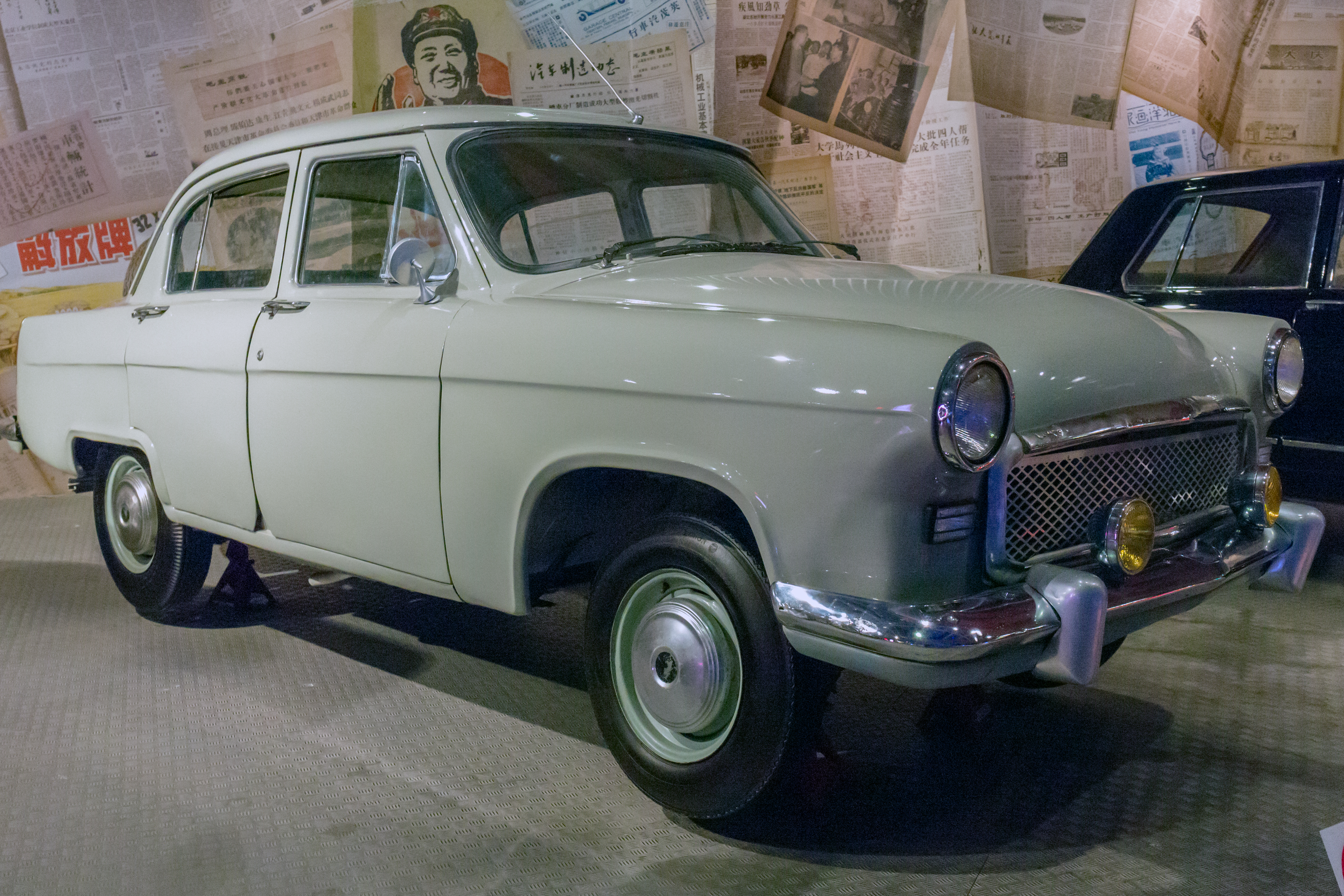
東方紅轎車

東方紅轎車是北京汽車製造廠（以下簡稱「北汽」）在1960年仿製的蘇聯高爾基汽車廠的GAZ-21轎車，原本名為「星火牌76轎車」，後來改名為「BJ760東方紅轎車」，雖然仿製成功但最後由於政治原因而在生產106輛後停產。

## 基本資料
- 車長:4.81米
- 車闊:1.8米
- 車高:1.61米
- 車重:1460公斤
- 最快速度:125公里/小時
- 發動機:水冷式2.4升四衝程汽油發動機（馬力=75匹）
- 可載人數:5人

## 簡介

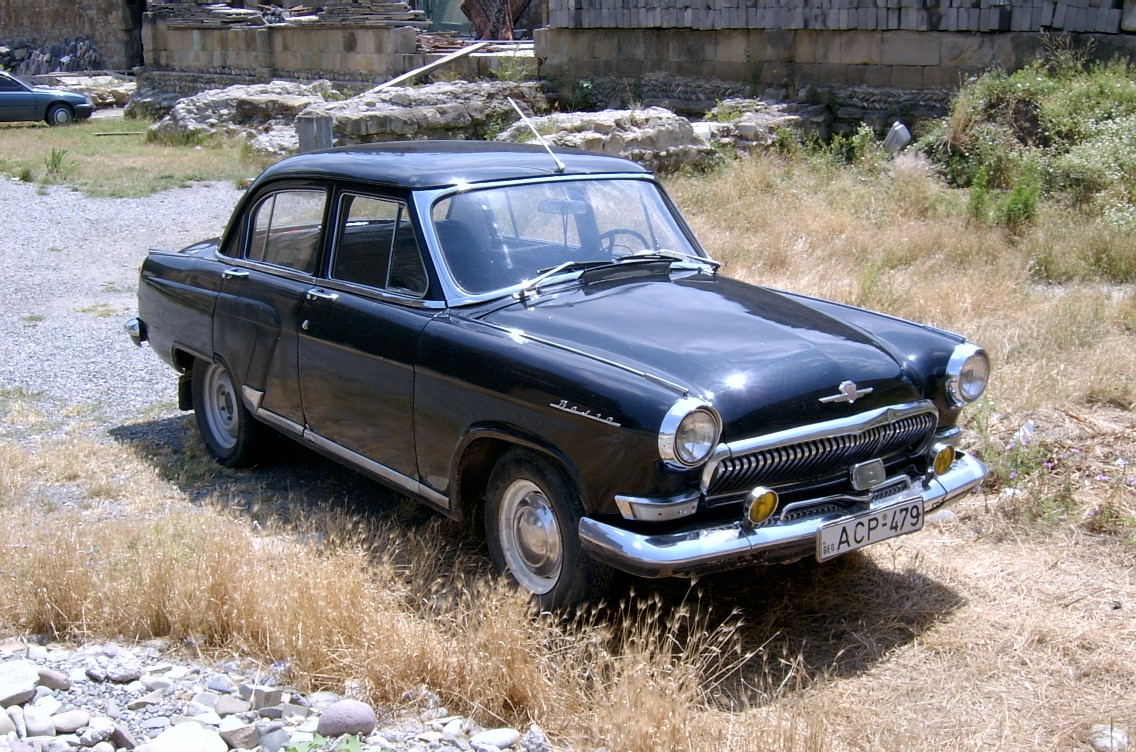
東方紅轎車的原型:GAZ-21轎車

1959年11月，中國國務院機關事務所向北汽下達要仿製蘇聯GAZ-21轎車的任務並提供了一輛實車作參考，1960年初，一個5人的蘇聯專家小組在參觀北汽後送了一套GAZ-21轎車的圖紙給北汽，於是當年4月，北汽就仿製出頭三輛樣車，其動力系統和北京212吉普車通用的一俱75匹馬力四衝程汽油發動機和一俱3速手動變速箱，經過25000公里公路測試，結果表明不比蘇聯貨差。
1965年5月再和上海鳳凰牌轎車以及一眾外國車進行50日比試，結果合格通過國家鑑定，1966年底（當時已開始了文革），得到要年產600輛的生產命令，但當生產至第106輛時突然收到北京市革委會主任謝富治的命令「不要資產階級生活方式」為理由停產。

## 研發國家
- 苏联
- 中华人民共和国